# クレス・バング
クレス・バング（Claes Bang、1967年4月28日 - ）はデンマークの俳優。

## 略歴
1996年にコペンハーゲンのデンマーク国立舞台芸術学校を卒業し、オーデンセで舞台デビュー、翌1997年にコペンハーゲンのカレイドスコープ劇場で上演された舞台『ペレアスとメリザンド』のペレアス役で高い評価を得ると、デンマーク王立劇場やフセット劇場、オーフス劇場などの舞台に出演し、2001年から2004年まではオールボー劇場のアンサンブルメンバーを務めた。
1998年に映画デビューすると、その後はテレビドラマを中心に映像作品にも出演している。
2017年の主演映画『ザ・スクエア 思いやりの聖域』の演技で第30回ヨーロッパ映画賞の男優賞を受賞。同作は他にも作品賞、コメディ賞、監督賞、脚本賞、カンヌ国際映画祭パルム・ドールを受賞している。

## 私生活
2010年にスタイリストの女性 Lis Louis-Jensen と結婚。

## 主な出演作品
- En soap (2006) ※第56回ベルリン国際映画祭銀熊賞 (審査員グランプリ)受賞作
- ザ・スクエア 思いやりの聖域 The Square (2017) ※第70回カンヌ国際映画祭パルム・ドール受賞作
- 蜘蛛の巣を払う女 The Girl in the Spider's Web (2018)
- アフェア 情事の行方 The Affair (2019) ※最終（第5）シーズンに出演
- 最後のフェルメール ナチスを欺いた画家 The Last Vermeer (2019)
- ドラキュラ伯爵 Dracula (2020) テレビドラマシリーズ
- 封印された入り江 The Bay of Silence (2020)
- ロックダウン Locked Down (2021)
- ノースマン 導かれし復讐者 The Northman (2022)